# Globozid
Globozid je tip glikosfingolipida sa više od jednog šećera kao bočni lanaci (ili R grupe). Šećeri su obično kombinacija N-Acetilgalaktozamin, D-glukoza ili D-galaktoza. Glikosfingolipid koji ima samo jedan šećer kao bočni lanac se naziva cerebrozid.
Bočni lanac može biti odvojen beta-heksozaminidazama. Ako enzim ne funkcioniše korektno, onda se globozidi akumuliraju, što dovodi do Sandhofove bolesti.

## Literatura
- Michael A Lieberman; Ricer, Rick (2010). Lippincott's Illustrated Q&A Review of Biochemistry (1. Pap/Psc изд.). Lippincott Williams & Wilkins. ISBN 978-1-60547-302-4. Текст „year?2009 ” игнорисан (помоћ)

## Spoljašnje veze
- Globoside u rečniku
- Globosides на 